# Sphyraena picudilla
Sphyraena picudilla es un pez de la familia de los esfirénidos en el orden de los perciformes.

## Morfología
Pueden alcanzar los 61 cm de largo total.

## Distribución geográfica
Se encuentran en las costas del Atlántico occidental (desde Bermuda, Florida y las Bahamas hasta Uruguay).